# استفان سرزن

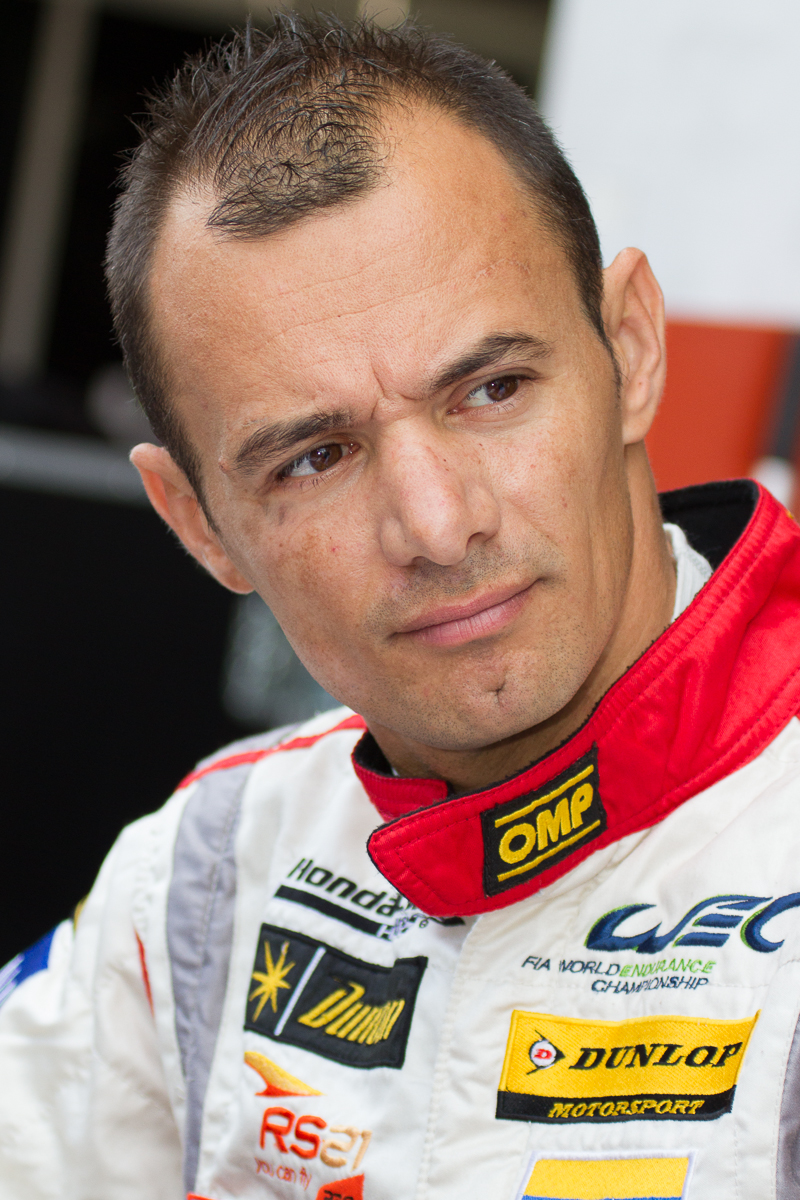
استفان سرزن، راننده رالی اهل فرانسه - ۲۰۱۲

استفان سرزن (فرانسوی: Stéphane Sarrazin‎؛ زادهٔ ۲ نوامبر ۱۹۷۴) راننده رالی اهل فرانسه است. وی در تیم‌هایی همچون تیم رالی جهانی سوبارو سابقه عضویت دارد.